# Maddy Cusack
Madeleine „Maddy“ Cusack (* 28. Oktober 1995 in Nottingham; † 20. September 2023) war eine englische Fußballspielerin.

## Leben
Cusack spielte von 2012 bis 2017 für den Aston Villa WFC. In der Saison 2017/18 spielte sie mit Birmingham City LFC in der FA Women’s Super League. Im Anschluss wechselte sie für wenige Monate zum Leicester City WFC.
Seit 2019 spielte sie für den Sheffield United FC Women. Darüber hinaus arbeitete sie neben ihrer fußballerischen Karriere als Marketingleiterin für den Verein. Cusack war die erste Spielerin mit über 100 Spielen für Sheffield United.
Zudem nahm Cusack mit der englischen U-19-Nationalmannschaft an der Qualifikation zur U-19-Europameisterschaft 2013 in Wales sowie an der U-19-Europameisterschaft 2014 in Norwegen teil, bei der sie in allen drei Gruppenspielen eingesetzt wurde.
Am 20. September 2023 starb Cusack im Alter von 27 Jahren.